# Route départementale 983 (Yvelines)
Pour les articles homonymes, voir Route départementale 983.
La route départementale 983 ou D983, est l’un des axes nord-sud importants du département des Yvelines tant au plan de la circulation routière locale qu'au plan de la circulation régionale.
Il s'agit, historiquement, d'un tronçon de l'ancienne route nationale 183, déclassée au milieu des années 1990 et qui reliait Lattainville (Oise) à Maintenon (Eure-et-Loir). 
Avec ses homonymes de l'Oise, du Val-d'Oise et d'Eure-et-Loir, elle permet la circulation entre les régions Haute-Normandie et Picardie et la région Centre-Val de Loire.

La mise en service de la rocade est de Limay, d'abord en 1993 avec la réalisation d'un nouveau franchissement de la Seine, le viaduc de Limay, complétée en 2002, a permis de dévier ce courant de trafic des centres-villes de Limay, Mantes-la-Jolie et Mantes-la-Ville.

## Circulation
Dans la mesure où elle n'offre, à l'exception de la déviation de Magnanville, qu'une voie de circulation dans chaque sens et avec souvent des traversées difficiles de villes et villages, elle présente surtout un intérêt local pour des trajets sur de courtes portions. Cependant de nombreux véhicules, dont des poids lourds, empruntent cette liaison pour transiter entre Beauvais, le nord des Yvelines (autoroute A13) et le centre et le sud du département (route nationale 12) et Chartres, en parallèle avec la RD 191 située un peu plus à l'est, aussi peu roulante et encore plus encombrée. La mise à deux fois deux voies de la route nationale 154, plus à l'ouest, a peu délesté cette départementale. Régulièrement des protestations s'élèvent dans les communes traversées, notamment à Vert, où s'est même créée en novembre 2002 une association locale (« Agir sur la D983 ») demandant une déviation. Cette association évalue le trafic à 7000 véhicules par jour dont 1000 poids-lourds. Il existe un projet de liaison autoroutière entre l'A 13 et la RN 12, dite « voie nouvelle de la vallée de la Mauldre » (VNVM) ou « liaison Seine-Aval - Saint-Quentin-en-Yvelines ». Ce projet, étudié depuis plus de trente ans, fait l'objet d'un bras de fer entre le conseil général des Yvelines (majorité UMP) et le conseil régional d'Île-de-France (majorité PS-Verts). Le premier, favorable à ce projet, l'a inscrit dans le schéma départemental d'aménagement pour un développement équilibré des Yvelines (SDADEY), tandis que le second, qui lui est opposé, a refusé de l'inscrire dans l'avant-projet du schéma directeur régional d’Île-de-France (SDRIF).

## Itinéraire
Dans le sens nord-sud, les communes traversées sont :
- Drocourt, où la RD 983, avec le nom de route nationale, commence en limite du département du Val-d'Oise dans le prolongement de la RD 983 de ce département et à moins de 100 m au nord du carrefour avec la route départementale 142 (route exclusivement drocourtoise)
- Fontenay-Saint-Père, avec croisement au nord du village de la route départementale 913 (Hardricourt - limite de l'Eure à Fontenay-Saint-Père)
- Limay, avec le nom de route de Magny jusqu'à un rond-point où la route se dédouble, un contournement de Limay et Mantes-la-Jolie ayant été créé dans les années 1990
  - l'ancien tracé, portant aujourd'hui le nom de RD 983A, traverse Limay par le boulevard Aristide Briand et la rue Nationale et franchit la Seine sur le vieux pont de Limay ;
  - le nouveau tracé contourne la ville par l'est, croise la portion terminale de la route départementale 190 (Le Pecq - Limay), croise la route départementale 146 (Gargenville - Limay) par un échangeur et franchit la Seine sur le nouveau pont de Limay ;
- Mantes-la-Ville, où les deux voies de circulation, avec le nom de route de Chantereine, sont impliquées dans un échangeur relativement compliqué permettant les communications avec l'autoroute de Normandie (A 13) et la route départementale 113 (Chambourcy - Mantes-la-Ville - La Villeneuve-en-Chevrie), puis avec le nom d'avenue du Breuil jusqu'au début de la route départementale 65 (vers Hargeville)
- Auffreville-Brasseuil, où s'effectue la jonction avec la RD 983A qui finit à cet endroit après avoir traversé le centre de Mantes-la-Ville,
- Vert,
- Villette,
- Rosay,
- Septeuil, avec le croisement de la route départementale 11 (Saint-Cyr-l'École - Saint-Illiers-le-Bois)
- Mulcent,
- Orvilliers, avec le nom de route Blanche, avec croisement de la route départementale 166 (Tacoignières - Boissets),
- Richebourg, avec le nom de route de Mantes où commence la route départementale 45 (vers Thoiry), puis avec le nom de route de Houdan et le croisement avec la route départementale 112 (Montfort-l'Amaury - Gressey).,
- Maulette, avec le nom de route de Richebourg, puis, à l'est du village, accès à un double échangeur qui permet de communiquer avec la route départementale 912 (ancien tracé de la RN 12) et la route nationale 12 (Paris - Brest),
- Gambais, avec le nom de route du Boulay puis de rue de l'Église où commence la route départementale 179 (vers Millemont) et de rue de Goupigny,
- Bourdonné, avec le nom d'abord de route de Gambais, avec début de la route départementale 61 (vers Houdan), puis de route de Nogent-le-Roi et, en sortie du village, début de la route départementale 936 (vers Rambouillet),
- Condé-sur-Vesgre, avec le nom de rue de la Vesgre, avec début de la route départementale 71 (vers Mittainville et Saint-Lucien), puis de rue du vieux village, avec début de la route départementale 147 (vers Boutigny-Prouais et l'Eure-et-Loir) et enfin route de Nogent,
- Grandchamp,
- Le Tartre-Gaudran, sur le territoire de laquelle se termine la RD 983 yvelinoise, prolongée par la RD 983 d'Eure-et-Loir vers Faverolles et Nogent-le-Roi.